# Chemometrics and Intelligent Laboratory Systems
Chemometrics and Intelligent Laboratory Systems, abgekürzt Chemometrics Intell. Lab. Sys., ist eine wissenschaftliche Fachzeitschrift, die vom Elsevier-Verlag veröffentlicht wird. Die erste Ausgabe erschien im Jahr 1986. Derzeit erscheint die Zeitschrift mit zwölf Ausgaben im Jahr. Es werden Artikel veröffentlicht, die sich mit der Anwendung von statistischen und Computermethoden in der chemischen Analytik beschäftigen.
Der Impact Factor lag im Jahr 2024 bei 3,8. Nach der Statistik des ISI Web of Knowledge wurde das Journal 2014 in der Kategorie analytische Chemie an 29. Stelle von 74 Zeitschriften, in der Kategorie Automation und Kontrollsystem an 15. Stelle von 58 Zeitschriften, in der Kategorie Computerwissenschaft und künstliche Intelligenz an 26. Stelle von 123 Zeitschriften, in der Kategorie Instrumente und Instrumentation an neunter Stelle von 56 Zeitschriften, in der Kategorie Mathematik, interdisziplinäre Anwendungen an zwölfter Stelle von 99 Zeitschriften und in der Kategorie Statistik und Wahrscheinlichkeit an achter Stelle von 122 Zeitschriften geführt.